# Haude de Trémazan
Pour les articles homonymes, voir Aude.
Sainte Haude de Trémazan (ou Aude en français, Heodez ou Eodez en breton) vivait, selon une légende, au début du VIe siècle. Elle était la fille de Golon, seigneur de Trémazan, à l'ouest du Pays de Léon en Bretagne armoricaine et de Florence, fille d'Honorius, prince de Brest, descendant du roi Bristocus (début du Ve siècle). Elle était une des sœurs de Gurguy qui devint saint Tanguy. Elle serait morte la 18 novembre 545 et serait inhumée dans l'église de Kersaint (Landunvez). Elle est fêtée le 18 novembre, et elle fait partie de la liste des saints dit céphalophores.

## Hagiographie
Légende de sainte Haude et saint Tanguy sur la page Tanguy de Locmazhé.
On dit que les lieux ont gardé la mémoire de la décapitation de sainte Haude par l'œillet de Sainte Haude (Dianthus caryophyllus) ou Jenofl Santez Eodez en breton, prononcé chinoff dans le dialecte local, car il rappelle son sang versé qui fleurit toute l'année quand le violier (giroflée) rouge et blanc paraît l'été sur les murailles du château de Trémazan. En fort déclin dans le Massif armoricain, l'association S.O.S. Château de Trémazan a réussi à cultiver, et donc sauver l'œillet de Sainte Haude d'une disparition régionale en 2008. Cette plante sauvage est protégée en France, sa cueillette est donc interdite,. Le Géranium sanguin, bouzellou an itron en breton (les entrailles de la dame), rappelle la mort affreuse de la marâtre.

## Sainte Haude/Aude
Il y a doute sur le fait que sainte Haude de Trémazan et sainte Aude de Paris soient la même personne. Selon certaines sources, sainte Aude de Paris et sainte Haude de Trémazan seraient une seule et même personne, les reliques de sainte Haude de Trémazan ayant été transférées à Paris, à l'abbaye Sainte-Geneviève, lors des invasions normandes. Selon d'autres sources,, sainte Aude (ou Aulde ou Odette) est une personne distincte, compagne de sainte Geneviève.

## Galerie

Vitraux de la chapelle de Kersaint (Landunvez), fontaine et statue
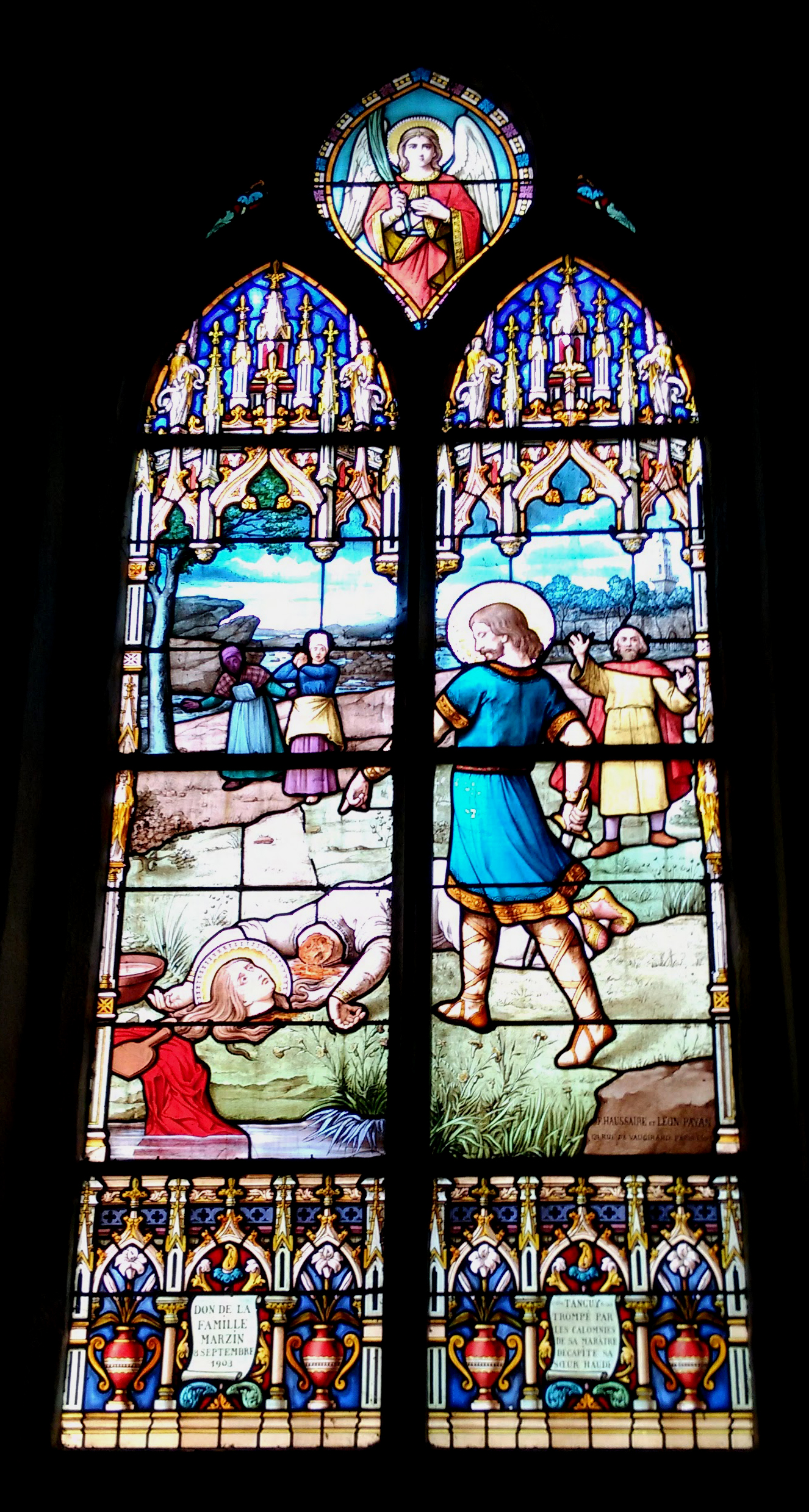
Tanguy trompé par les calomnies de sa marâtre décapite sa sœur Haude
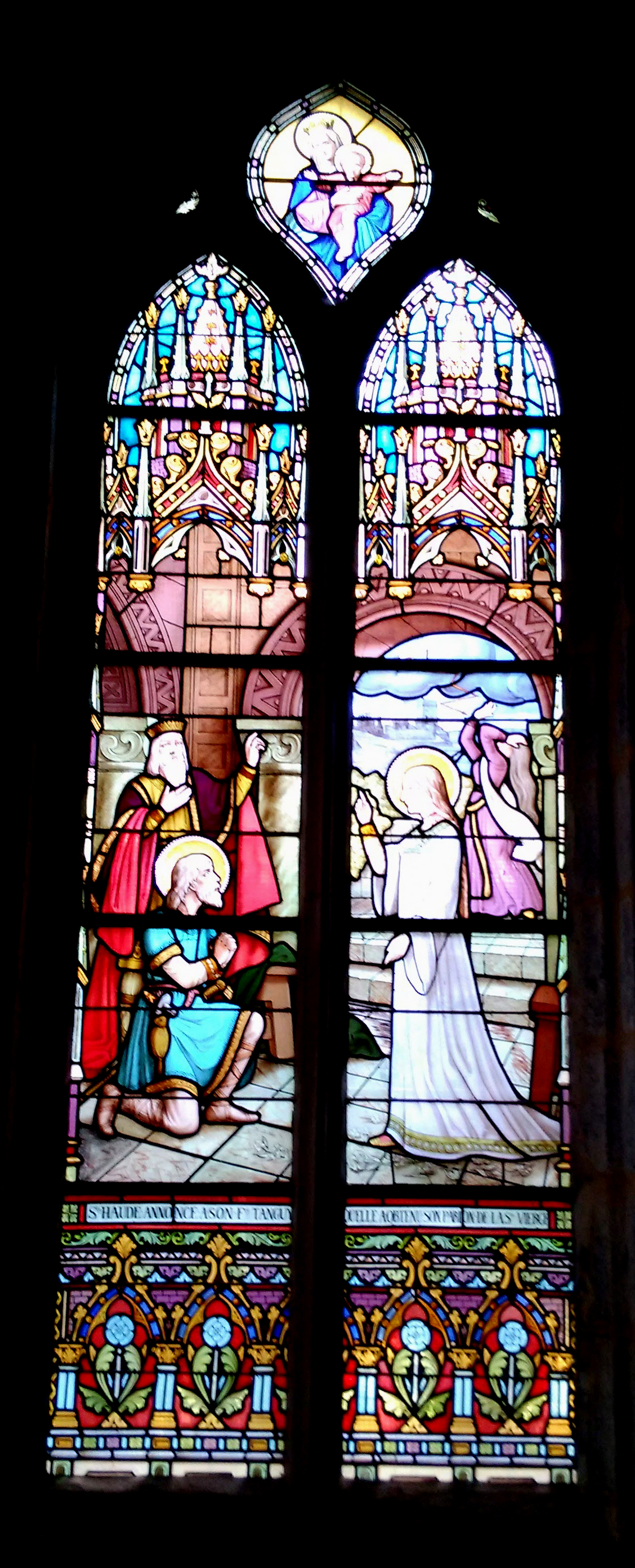
Sainte Haude annonce à son frère Tanguy qu'elle a obtenu son pardon de la sainte Vierge
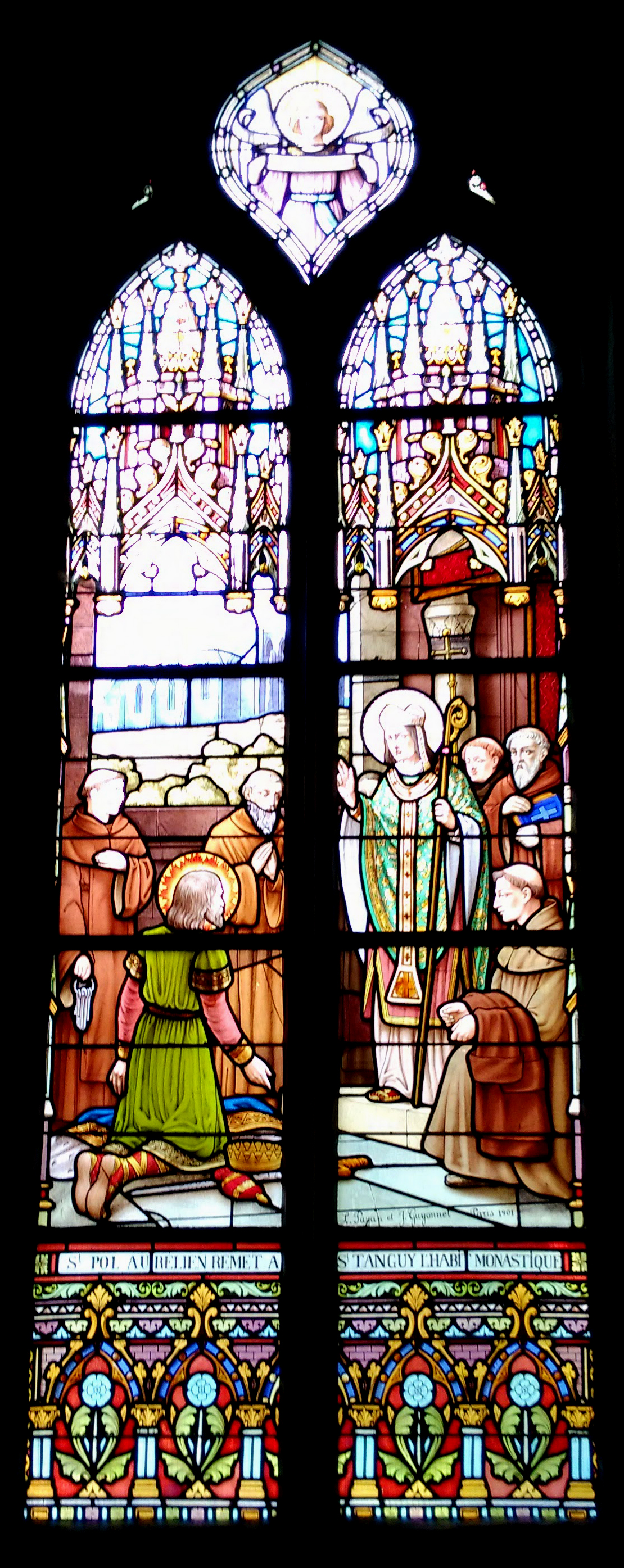
Saint Pol Aurélien remet à saint Tanguy l'habit monastique
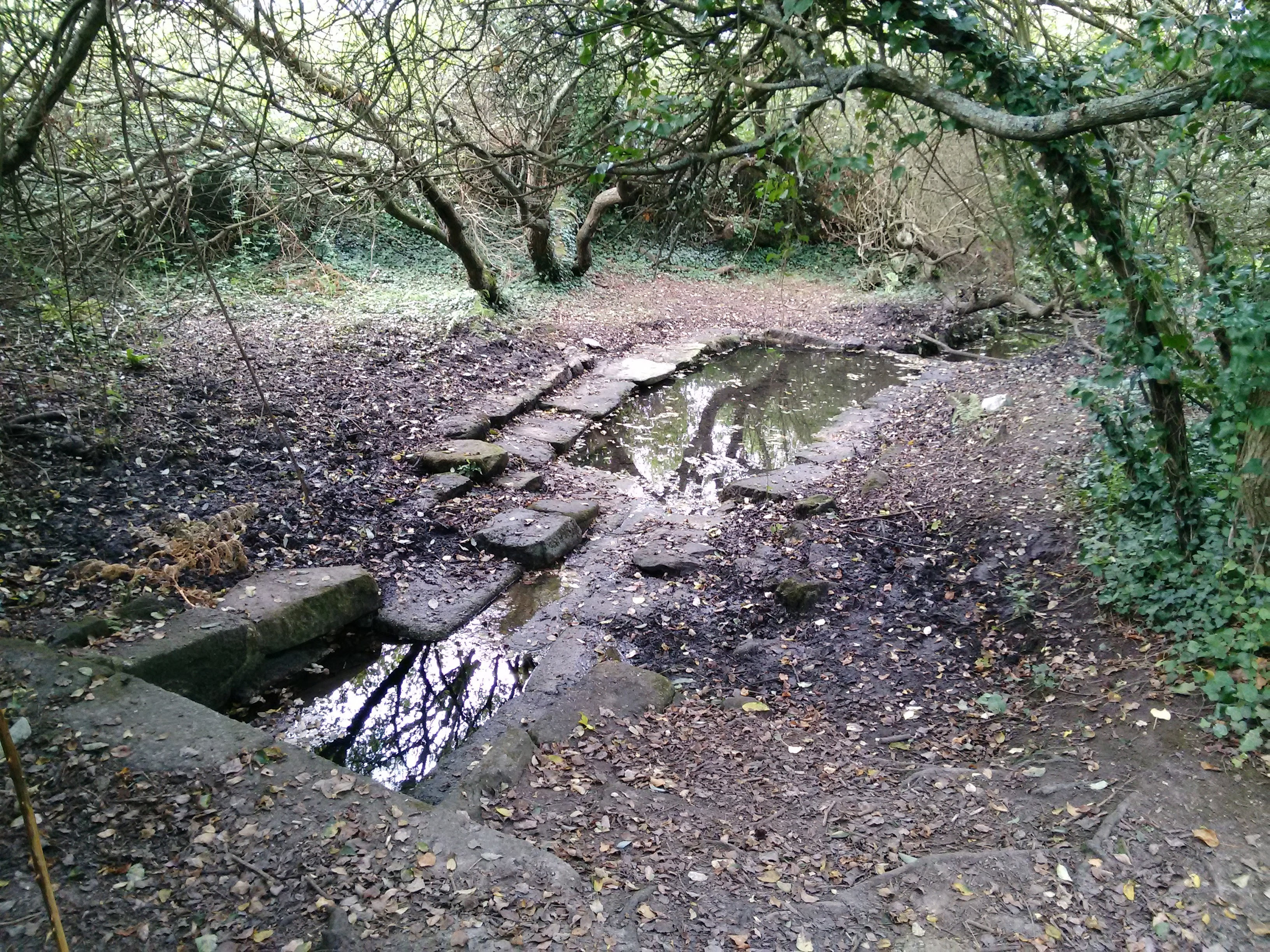
Fontaine sainte Haude à Kersaint (Landunvez)
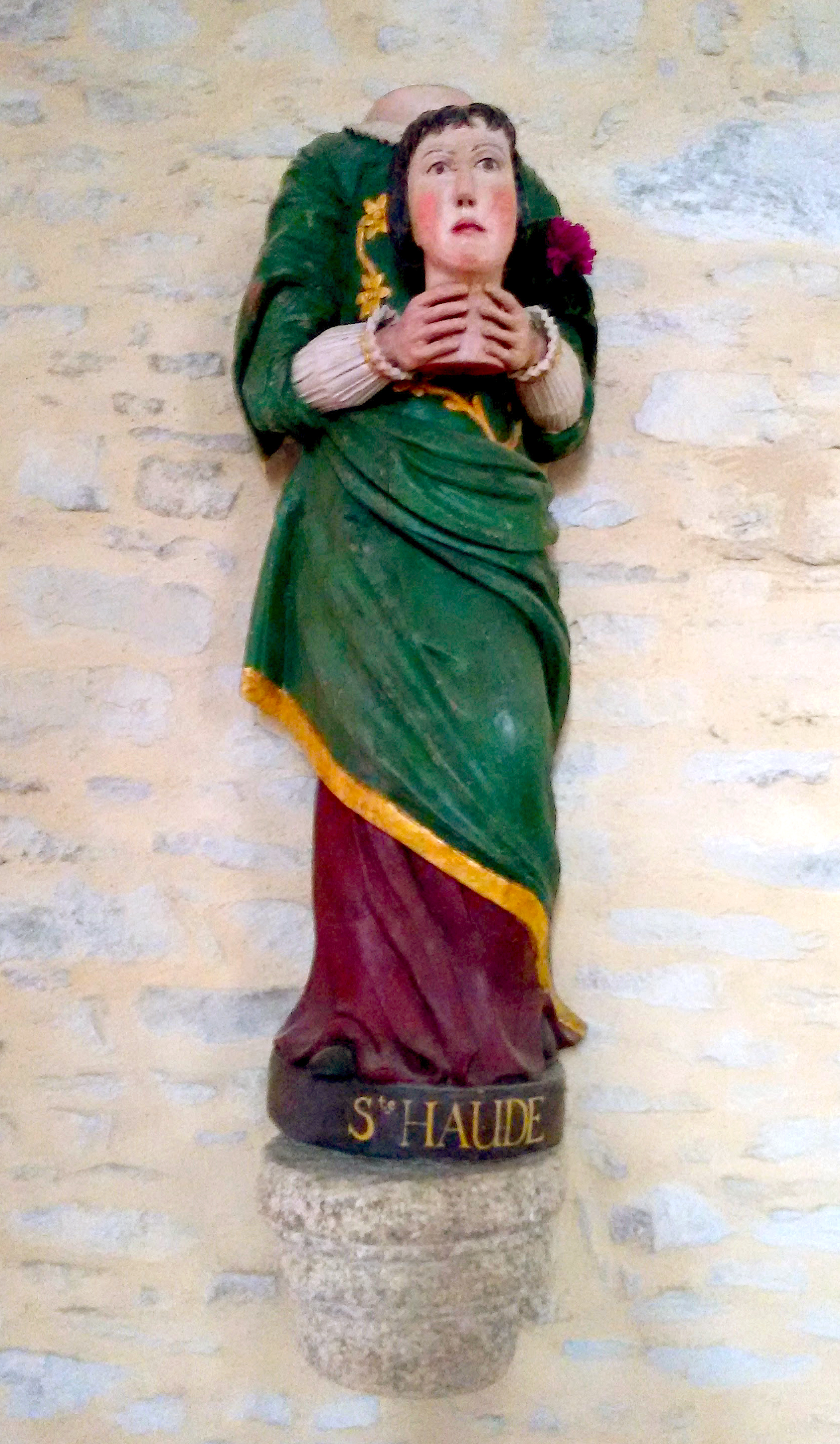
Statue de sainte Haude à la chapelle de Kersant (Landunvez)